# Copa Colombia 2019
La Copa Colombia 2019 (oficialmente y por motivos de patrocinio, Copa Águila 2019) fue la decimoséptima edición del torneo nacional de Copa organizado por la División Mayor del Fútbol Colombiano que enfrenta a los clubes de las categorías Primera A y Primera B del fútbol en Colombia. El campeón del torneo fue el Independiente Medellín, quien obtuvo su segundo título en este torneo y un cupo para la Copa Libertadores 2020.

## Sistema de juego
|                      |                      | Equipos que entran en esta fase                                                                               | Equipos que provienen de la fase anterior |
| -------------------- | -------------------- | --- | ----------------------------------------- |
| Fase I (28 equipos)  | Fase I (28 equipos)  | - 12 equipos clasificados de la Primera A - 16 equipos clasificados de la Primera B                           |                                           |
| Fase II (16 equipos) | Fase II (16 equipos) | - 4 equipos participantes en la Copa Libertadores 2019 - 4 equipos participantes en la Copa Sudamericana 2019 | - 8 equipos clasificados de la Fase I     |

Los 36 equipos afiliados a la División Mayor del Fútbol Colombiano toman parte del torneo, donde inicialmente competirán 28 en una fase de 7 grupos de 4 equipos cada uno, que se enfrentarán todos contra todos en 6 fechas. El ganador de cada grupo y el mejor segundo, clasificarán a la siguiente fase.
Para la Copa Colombia de este año se utilizará el mismo sistema de 2017. Los grupos se establecieron una vez se conocieron los 8 clubes que se sembrarán en la segunda fase u octavos de final. Los sembrados serán: Atlético Nacional, campeón de la edición anterior, Independiente Medellín, Deportes Tolima y Junior por clasificar a la Copa Libertadores 2019, al igual que Once Caldas, Deportivo Cali, La Equidad y Rionegro por clasificar a la Copa Sudamericana 2019.

## Datos de los clubes
| - Alianza Petrolera - América de Cali - Atlético Bucaramanga - Atlético Huila - Atlético Nacional - Cúcuta Deportivo - Deportes Tolima - Deportivo Cali - Deportivo Pasto - Envigado F. C. | - Independiente Medellín - Jaguares - Junior - La Equidad - Millonarios - Once Caldas - Patriotas - Rionegro Águilas - Santa Fe - Unión Magdalena |

| - Atlético F. C. - Barranquilla F. C. - Bogotá F. C. - Boyacá Chicó - Cortuluá - Deportes Quindío - Deportivo Pereira - Fortaleza CEIF | - Itagüí Leones - Llaneros - Orsomarso - Real Cartagena - Real San Andrés - Tigres F. C. - Universitario - Valledupar F. C. |

| Bogotá, D. C.            | 5 | Millonarios, Santa Fe, La Equidad, Bogotá F. C. y Tigres F. C.                              | Real San Andrés Unión Barranquilla Valledupar Cartagena Jaguares Cúcuta Bucaramanga Alianza Medellín Envigado Leones Rionegro Tunja Caldas · Fortaleza CEIF Pereira Bogotá Quindío · Tolima Llaneros Cortuluá Orsomarso · Cali Huila Universitario Pasto Equipos de Bogotá: · Bogotá F. C. · La Equidad · Millonarios · Santa Fe · Tigres F. C. Equipos de Cali: · Atlético F. C. · América de Cali · Deportivo Cali Equipos de Medellín: · Atlético Nacional · Independiente Medellín Equipos de Barranquilla: · Barranquilla F .C. · Junior Equipos de Tunja: · Boyacá Chicó · Patriotas |
| Antioquia                | 5 | Atlético Nacional, Rionegro Águilas, Independiente Medellín, Envigado F. C. y Itagüí Leones | Real San Andrés Unión Barranquilla Valledupar Cartagena Jaguares Cúcuta Bucaramanga Alianza Medellín Envigado Leones Rionegro Tunja Caldas · Fortaleza CEIF Pereira Bogotá Quindío · Tolima Llaneros Cortuluá Orsomarso · Cali Huila Universitario Pasto Equipos de Bogotá: · Bogotá F. C. · La Equidad · Millonarios · Santa Fe · Tigres F. C. Equipos de Cali: · Atlético F. C. · América de Cali · Deportivo Cali Equipos de Medellín: · Atlético Nacional · Independiente Medellín Equipos de Barranquilla: · Barranquilla F .C. · Junior Equipos de Tunja: · Boyacá Chicó · Patriotas |
| Valle del Cauca          | 5 | América de Cali, Deportivo Cali, Cortuluá, Atlético F. C. y Orsomarso                       | Real San Andrés Unión Barranquilla Valledupar Cartagena Jaguares Cúcuta Bucaramanga Alianza Medellín Envigado Leones Rionegro Tunja Caldas · Fortaleza CEIF Pereira Bogotá Quindío · Tolima Llaneros Cortuluá Orsomarso · Cali Huila Universitario Pasto Equipos de Bogotá: · Bogotá F. C. · La Equidad · Millonarios · Santa Fe · Tigres F. C. Equipos de Cali: · Atlético F. C. · América de Cali · Deportivo Cali Equipos de Medellín: · Atlético Nacional · Independiente Medellín Equipos de Barranquilla: · Barranquilla F .C. · Junior Equipos de Tunja: · Boyacá Chicó · Patriotas |
| Atlántico                | 2 | Junior y Barranquilla F. C.                                                                 | Real San Andrés Unión Barranquilla Valledupar Cartagena Jaguares Cúcuta Bucaramanga Alianza Medellín Envigado Leones Rionegro Tunja Caldas · Fortaleza CEIF Pereira Bogotá Quindío · Tolima Llaneros Cortuluá Orsomarso · Cali Huila Universitario Pasto Equipos de Bogotá: · Bogotá F. C. · La Equidad · Millonarios · Santa Fe · Tigres F. C. Equipos de Cali: · Atlético F. C. · América de Cali · Deportivo Cali Equipos de Medellín: · Atlético Nacional · Independiente Medellín Equipos de Barranquilla: · Barranquilla F .C. · Junior Equipos de Tunja: · Boyacá Chicó · Patriotas |
| Boyacá                   | 2 | Boyacá Chicó y Patriotas                                                                    | Real San Andrés Unión Barranquilla Valledupar Cartagena Jaguares Cúcuta Bucaramanga Alianza Medellín Envigado Leones Rionegro Tunja Caldas · Fortaleza CEIF Pereira Bogotá Quindío · Tolima Llaneros Cortuluá Orsomarso · Cali Huila Universitario Pasto Equipos de Bogotá: · Bogotá F. C. · La Equidad · Millonarios · Santa Fe · Tigres F. C. Equipos de Cali: · Atlético F. C. · América de Cali · Deportivo Cali Equipos de Medellín: · Atlético Nacional · Independiente Medellín Equipos de Barranquilla: · Barranquilla F .C. · Junior Equipos de Tunja: · Boyacá Chicó · Patriotas |
| Santander                | 2 | Alianza Petrolera y Atlético Bucaramanga                                                    | Real San Andrés Unión Barranquilla Valledupar Cartagena Jaguares Cúcuta Bucaramanga Alianza Medellín Envigado Leones Rionegro Tunja Caldas · Fortaleza CEIF Pereira Bogotá Quindío · Tolima Llaneros Cortuluá Orsomarso · Cali Huila Universitario Pasto Equipos de Bogotá: · Bogotá F. C. · La Equidad · Millonarios · Santa Fe · Tigres F. C. Equipos de Cali: · Atlético F. C. · América de Cali · Deportivo Cali Equipos de Medellín: · Atlético Nacional · Independiente Medellín Equipos de Barranquilla: · Barranquilla F .C. · Junior Equipos de Tunja: · Boyacá Chicó · Patriotas |
| Córdoba                  | 1 | Jaguares                                                                                    | Real San Andrés Unión Barranquilla Valledupar Cartagena Jaguares Cúcuta Bucaramanga Alianza Medellín Envigado Leones Rionegro Tunja Caldas · Fortaleza CEIF Pereira Bogotá Quindío · Tolima Llaneros Cortuluá Orsomarso · Cali Huila Universitario Pasto Equipos de Bogotá: · Bogotá F. C. · La Equidad · Millonarios · Santa Fe · Tigres F. C. Equipos de Cali: · Atlético F. C. · América de Cali · Deportivo Cali Equipos de Medellín: · Atlético Nacional · Independiente Medellín Equipos de Barranquilla: · Barranquilla F .C. · Junior Equipos de Tunja: · Boyacá Chicó · Patriotas |
| Cundinamarca             | 1 | Fortaleza CEIF                                                                              | Real San Andrés Unión Barranquilla Valledupar Cartagena Jaguares Cúcuta Bucaramanga Alianza Medellín Envigado Leones Rionegro Tunja Caldas · Fortaleza CEIF Pereira Bogotá Quindío · Tolima Llaneros Cortuluá Orsomarso · Cali Huila Universitario Pasto Equipos de Bogotá: · Bogotá F. C. · La Equidad · Millonarios · Santa Fe · Tigres F. C. Equipos de Cali: · Atlético F. C. · América de Cali · Deportivo Cali Equipos de Medellín: · Atlético Nacional · Independiente Medellín Equipos de Barranquilla: · Barranquilla F .C. · Junior Equipos de Tunja: · Boyacá Chicó · Patriotas |
| Nariño                   | 1 | Deportivo Pasto                                                                             | Real San Andrés Unión Barranquilla Valledupar Cartagena Jaguares Cúcuta Bucaramanga Alianza Medellín Envigado Leones Rionegro Tunja Caldas · Fortaleza CEIF Pereira Bogotá Quindío · Tolima Llaneros Cortuluá Orsomarso · Cali Huila Universitario Pasto Equipos de Bogotá: · Bogotá F. C. · La Equidad · Millonarios · Santa Fe · Tigres F. C. Equipos de Cali: · Atlético F. C. · América de Cali · Deportivo Cali Equipos de Medellín: · Atlético Nacional · Independiente Medellín Equipos de Barranquilla: · Barranquilla F .C. · Junior Equipos de Tunja: · Boyacá Chicó · Patriotas |
| Caldas                   | 1 | Once Caldas                                                                                 | Real San Andrés Unión Barranquilla Valledupar Cartagena Jaguares Cúcuta Bucaramanga Alianza Medellín Envigado Leones Rionegro Tunja Caldas · Fortaleza CEIF Pereira Bogotá Quindío · Tolima Llaneros Cortuluá Orsomarso · Cali Huila Universitario Pasto Equipos de Bogotá: · Bogotá F. C. · La Equidad · Millonarios · Santa Fe · Tigres F. C. Equipos de Cali: · Atlético F. C. · América de Cali · Deportivo Cali Equipos de Medellín: · Atlético Nacional · Independiente Medellín Equipos de Barranquilla: · Barranquilla F .C. · Junior Equipos de Tunja: · Boyacá Chicó · Patriotas |
| Magdalena                | 1 | Unión Magdalena                                                                             | Real San Andrés Unión Barranquilla Valledupar Cartagena Jaguares Cúcuta Bucaramanga Alianza Medellín Envigado Leones Rionegro Tunja Caldas · Fortaleza CEIF Pereira Bogotá Quindío · Tolima Llaneros Cortuluá Orsomarso · Cali Huila Universitario Pasto Equipos de Bogotá: · Bogotá F. C. · La Equidad · Millonarios · Santa Fe · Tigres F. C. Equipos de Cali: · Atlético F. C. · América de Cali · Deportivo Cali Equipos de Medellín: · Atlético Nacional · Independiente Medellín Equipos de Barranquilla: · Barranquilla F .C. · Junior Equipos de Tunja: · Boyacá Chicó · Patriotas |
| Cauca                    | 1 | Universitario                                                                               | Real San Andrés Unión Barranquilla Valledupar Cartagena Jaguares Cúcuta Bucaramanga Alianza Medellín Envigado Leones Rionegro Tunja Caldas · Fortaleza CEIF Pereira Bogotá Quindío · Tolima Llaneros Cortuluá Orsomarso · Cali Huila Universitario Pasto Equipos de Bogotá: · Bogotá F. C. · La Equidad · Millonarios · Santa Fe · Tigres F. C. Equipos de Cali: · Atlético F. C. · América de Cali · Deportivo Cali Equipos de Medellín: · Atlético Nacional · Independiente Medellín Equipos de Barranquilla: · Barranquilla F .C. · Junior Equipos de Tunja: · Boyacá Chicó · Patriotas |
| Bolívar                  | 1 | Real Cartagena                                                                              | Real San Andrés Unión Barranquilla Valledupar Cartagena Jaguares Cúcuta Bucaramanga Alianza Medellín Envigado Leones Rionegro Tunja Caldas · Fortaleza CEIF Pereira Bogotá Quindío · Tolima Llaneros Cortuluá Orsomarso · Cali Huila Universitario Pasto Equipos de Bogotá: · Bogotá F. C. · La Equidad · Millonarios · Santa Fe · Tigres F. C. Equipos de Cali: · Atlético F. C. · América de Cali · Deportivo Cali Equipos de Medellín: · Atlético Nacional · Independiente Medellín Equipos de Barranquilla: · Barranquilla F .C. · Junior Equipos de Tunja: · Boyacá Chicó · Patriotas |
| Cesar                    | 1 | Valledupar F. C.                                                                            | Real San Andrés Unión Barranquilla Valledupar Cartagena Jaguares Cúcuta Bucaramanga Alianza Medellín Envigado Leones Rionegro Tunja Caldas · Fortaleza CEIF Pereira Bogotá Quindío · Tolima Llaneros Cortuluá Orsomarso · Cali Huila Universitario Pasto Equipos de Bogotá: · Bogotá F. C. · La Equidad · Millonarios · Santa Fe · Tigres F. C. Equipos de Cali: · Atlético F. C. · América de Cali · Deportivo Cali Equipos de Medellín: · Atlético Nacional · Independiente Medellín Equipos de Barranquilla: · Barranquilla F .C. · Junior Equipos de Tunja: · Boyacá Chicó · Patriotas |
| Huila                    | 1 | Atlético Huila                                                                              | Real San Andrés Unión Barranquilla Valledupar Cartagena Jaguares Cúcuta Bucaramanga Alianza Medellín Envigado Leones Rionegro Tunja Caldas · Fortaleza CEIF Pereira Bogotá Quindío · Tolima Llaneros Cortuluá Orsomarso · Cali Huila Universitario Pasto Equipos de Bogotá: · Bogotá F. C. · La Equidad · Millonarios · Santa Fe · Tigres F. C. Equipos de Cali: · Atlético F. C. · América de Cali · Deportivo Cali Equipos de Medellín: · Atlético Nacional · Independiente Medellín Equipos de Barranquilla: · Barranquilla F .C. · Junior Equipos de Tunja: · Boyacá Chicó · Patriotas |
| Meta                     | 1 | Llaneros                                                                                    | Real San Andrés Unión Barranquilla Valledupar Cartagena Jaguares Cúcuta Bucaramanga Alianza Medellín Envigado Leones Rionegro Tunja Caldas · Fortaleza CEIF Pereira Bogotá Quindío · Tolima Llaneros Cortuluá Orsomarso · Cali Huila Universitario Pasto Equipos de Bogotá: · Bogotá F. C. · La Equidad · Millonarios · Santa Fe · Tigres F. C. Equipos de Cali: · Atlético F. C. · América de Cali · Deportivo Cali Equipos de Medellín: · Atlético Nacional · Independiente Medellín Equipos de Barranquilla: · Barranquilla F .C. · Junior Equipos de Tunja: · Boyacá Chicó · Patriotas |
| Norte de Santander       | 1 | Cúcuta Deportivo                                                                            | Real San Andrés Unión Barranquilla Valledupar Cartagena Jaguares Cúcuta Bucaramanga Alianza Medellín Envigado Leones Rionegro Tunja Caldas · Fortaleza CEIF Pereira Bogotá Quindío · Tolima Llaneros Cortuluá Orsomarso · Cali Huila Universitario Pasto Equipos de Bogotá: · Bogotá F. C. · La Equidad · Millonarios · Santa Fe · Tigres F. C. Equipos de Cali: · Atlético F. C. · América de Cali · Deportivo Cali Equipos de Medellín: · Atlético Nacional · Independiente Medellín Equipos de Barranquilla: · Barranquilla F .C. · Junior Equipos de Tunja: · Boyacá Chicó · Patriotas |
| Quindío                  | 1 | Deportes Quindío                                                                            | Real San Andrés Unión Barranquilla Valledupar Cartagena Jaguares Cúcuta Bucaramanga Alianza Medellín Envigado Leones Rionegro Tunja Caldas · Fortaleza CEIF Pereira Bogotá Quindío · Tolima Llaneros Cortuluá Orsomarso · Cali Huila Universitario Pasto Equipos de Bogotá: · Bogotá F. C. · La Equidad · Millonarios · Santa Fe · Tigres F. C. Equipos de Cali: · Atlético F. C. · América de Cali · Deportivo Cali Equipos de Medellín: · Atlético Nacional · Independiente Medellín Equipos de Barranquilla: · Barranquilla F .C. · Junior Equipos de Tunja: · Boyacá Chicó · Patriotas |
| Risaralda                | 1 | Deportivo Pereira                                                                           | Real San Andrés Unión Barranquilla Valledupar Cartagena Jaguares Cúcuta Bucaramanga Alianza Medellín Envigado Leones Rionegro Tunja Caldas · Fortaleza CEIF Pereira Bogotá Quindío · Tolima Llaneros Cortuluá Orsomarso · Cali Huila Universitario Pasto Equipos de Bogotá: · Bogotá F. C. · La Equidad · Millonarios · Santa Fe · Tigres F. C. Equipos de Cali: · Atlético F. C. · América de Cali · Deportivo Cali Equipos de Medellín: · Atlético Nacional · Independiente Medellín Equipos de Barranquilla: · Barranquilla F .C. · Junior Equipos de Tunja: · Boyacá Chicó · Patriotas |
| San Andrés y Providencia | 1 | Real San Andrés                                                                             | Real San Andrés Unión Barranquilla Valledupar Cartagena Jaguares Cúcuta Bucaramanga Alianza Medellín Envigado Leones Rionegro Tunja Caldas · Fortaleza CEIF Pereira Bogotá Quindío · Tolima Llaneros Cortuluá Orsomarso · Cali Huila Universitario Pasto Equipos de Bogotá: · Bogotá F. C. · La Equidad · Millonarios · Santa Fe · Tigres F. C. Equipos de Cali: · Atlético F. C. · América de Cali · Deportivo Cali Equipos de Medellín: · Atlético Nacional · Independiente Medellín Equipos de Barranquilla: · Barranquilla F .C. · Junior Equipos de Tunja: · Boyacá Chicó · Patriotas |
| Tolima                   | 1 | Deportes Tolima                                                                             | Real San Andrés Unión Barranquilla Valledupar Cartagena Jaguares Cúcuta Bucaramanga Alianza Medellín Envigado Leones Rionegro Tunja Caldas · Fortaleza CEIF Pereira Bogotá Quindío · Tolima Llaneros Cortuluá Orsomarso · Cali Huila Universitario Pasto Equipos de Bogotá: · Bogotá F. C. · La Equidad · Millonarios · Santa Fe · Tigres F. C. Equipos de Cali: · Atlético F. C. · América de Cali · Deportivo Cali Equipos de Medellín: · Atlético Nacional · Independiente Medellín Equipos de Barranquilla: · Barranquilla F .C. · Junior Equipos de Tunja: · Boyacá Chicó · Patriotas |

## Fase de grupos
En esta fase, los 28 equipos participantes se dividen en siete grupos, y en cada grupo se ubican cuatro equipos, los cuales juegan 6 partidos, de ida y vuelta, en el formato de todos contra todos. Los equipos que se ubiquen en el 1° puesto avanzan a los Octavos de final; asimismo, avanzará el mejor equipo que se ubique en el 2° lugar de su grupo.
|  |                                                      |
|  | Clasificado a Octavos de final.                      |
|  | Clasificado, como mejor segundo, a Octavos de final. |
|  | Eliminado.                                           |

### Grupo A
| Equipo            | PJ | PG | PE | PP | GF | GC | Dif. | Pts. |
| ----------------- | -- | -- | -- | -- | -- | -- | ---- | ---- |
| Deportivo Pereira | 6  | 4  | 2  | 0  | 16 | 7  | 9    | 14   |
| Itagüí Leones     | 6  | 2  | 2  | 2  | 8  | 8  | 0    | 8    |
| Envigado F. C.    | 6  | 0  | 5  | 1  | 5  | 7  | -2   | 5    |
| Jaguares          | 6  | 0  | 3  | 3  | 7  | 14 | -7   | 3    |

| Primera | Envigado F. C.    | 1 : 1 | Jaguares          | Polideportivo Sur       | 13 de febrero | 16:00 | Sin transmisión |
| Primera | Deportivo Pereira | 2 : 1 | Leones            | Hernán Ramírez Villegas | 14 de febrero | 15:30 | Sin transmisión |
| Segunda | Leones            | 0 : 0 | Envigado F. C.    | Metropolitano de Itagüí | 13 de marzo   | 15:00 | Sin transmisión |
| Segunda | Jaguares          | 2 : 2 | Deportivo Pereira | Jaraguay                | 14 de marzo   | 15:30 | Sin transmisión |
| Tercera | Jaguares          | 1 : 3 | Leones            | Jaraguay                | 20 de marzo   | 15:30 | Sin transmisión |
| Tercera | Envigado F. C.    | 0 : 0 | Deportivo Pereira | Polideportivo Sur       | 21 de marzo   | 15:00 | Sin transmisión |
| Cuarta  | Leones            | 1 : 0 | Jaguares          | Metropolitano de Itagüí | 10 de abril   | 15:00 | Sin transmisión |
| Cuarta  | Deportivo Pereira | 3 : 1 | Envigado F. C.    | Hernán Ramírez Villegas | 11 de abril   | 15:00 | Sin transmisión |
| Quinta  | Deportivo Pereira | 5 : 1 | Jaguares          | Hernán Ramírez Villegas | 24 de abril   | 15:30 | Sin transmisión |
| Quinta  | Envigado F. C.    | 1 : 1 | Leones            | Polideportivo Sur       | 24 de abril   | 16:00 | Sin transmisión |
| Sexta   | Jaguares          | 2 : 2 | Envigado F. C.    | Jaraguay                | 8 de mayo     | 15:15 | Sin transmisión |
| Sexta   | Leones            | 2 : 4 | Deportivo Pereira | Metropolitano de Itagüí | 8 de mayo     | 15:15 | Sin transmisión |

### Grupo B
| Equipo       | PJ | PG | PE | PP | GF | GC | Dif. | Pts. |
| ------------ | -- | -- | -- | -- | -- | -- | ---- | ---- |
| Santa Fe     | 6  | 2  | 4  | 0  | 10 | 7  | 3    | 10   |
| Patriotas    | 6  | 2  | 3  | 1  | 7  | 5  | 2    | 9    |
| Boyacá Chicó | 6  | 1  | 4  | 1  | 6  | 6  | 0    | 7    |
| Bogotá F. C. | 6  | 1  | 1  | 4  | 4  | 9  | -5   | 4    |

| Primera | Boyacá Chicó | 1 : 1 | Patriotas    | La Independencia       | 13 de febrero | 19:30 | Sin transmisión |
| Primera | Santa Fe     | 1 : 0 | Bogotá F. C. | El Campín              | 14 de febrero | 19:30 | Sin transmisión |
| Segunda | Patriotas    | 0 : 0 | Boyacá Chicó | La Independencia       | 13 de marzo   | 19:00 | Sin transmisión |
| Segunda | Bogotá F. C. | 2 : 2 | Santa Fe     | Metropolitano de Techo | 14 de marzo   | 19:00 | Sin transmisión |
| Tercera | Bogotá F. C. | 0 : 3 | Patriotas    | Metropolitano de Techo | 20 de marzo   | 14:00 | Sin transmisión |
| Tercera | Boyacá Chicó | 2 : 2 | Santa Fe     | La Independencia       | 20 de marzo   | 19:30 | Sin transmisión |
| Cuarta  | Patriotas    | 1 : 0 | Bogotá F. C. | La Independencia       | 10 de abril   | 19:00 | Sin transmisión |
| Cuarta  | Santa Fe     | 1 : 1 | Boyacá Chicó | El Campín              | 10 de abril   | 19:30 | Sin transmisión |
| Quinta  | Santa Fe     | 1 : 1 | Patriotas    | El Campín              | 24 de abril   | 19:30 | Sin transmisión |
| Quinta  | Boyacá Chicó | 2 : 1 | Bogotá F. C. | La Independencia       | 24 de abril   | 19:30 | Sin transmisión |
| Sexta   | Bogotá F. C. | 1 : 0 | Boyacá Chicó | Metropolitano de Techo | 8 de mayo     | 15:15 | Sin transmisión |
| Sexta   | Patriotas    | 1 : 3 | Santa Fe     | La Independencia       | 8 de mayo     | 15:15 | Win Sports      |

### Grupo C
| Equipo         | PJ | PG | PE | PP | GF | GC | Dif. | Pts. |
| -------------- | -- | -- | -- | -- | -- | -- | ---- | ---- |
| Millonarios    | 6  | 5  | 1  | 0  | 10 | 3  | 7    | 16   |
| Tigres F. C.   | 6  | 2  | 2  | 2  | 5  | 7  | -2   | 8    |
| Llaneros       | 6  | 1  | 3  | 2  | 4  | 5  | -1   | 6    |
| Fortaleza CEIF | 6  | 0  | 2  | 4  | 3  | 7  | -4   | 2    |

| Primera | Llaneros    | 0 : 1 | Tigres      | Manuel Calle Lombana   | 13 de febrero | 15:00 | Sin transmisión |
| Primera | Millonarios | 1 : 0 | Fortaleza   | El Campín              | 13 de febrero | 19:30 | Win Sports      |
| Segunda | Tigres      | 0 : 0 | Llaneros    | Metropolitano de Techo | 13 de marzo   | 14:00 | Sin transmisión |
| Segunda | Fortaleza   | 0 : 1 | Millonarios | Municipal de Cota      | 13 de marzo   | 15:00 | Sin transmisión |
| Tercera | Llaneros    | 1 : 2 | Millonarios | Manuel Calle Lombana   | 20 de marzo   | 15:00 | Sin transmisión |
| Tercera | Fortaleza   | 1 : 1 | Tigres      | Municipal de Cota      | 21 de marzo   | 14:30 | Sin transmisión |
| Cuarta  | Tigres      | 2 : 1 | Fortaleza   | Metropolitano de Techo | 10 de abril   | 14:00 | Sin transmisión |
| Cuarta  | Millonarios | 1 : 1 | Llaneros    | El Campín              | 11 de abril   | 19:30 | Win Sports      |
| Quinta  | Fortaleza   | 1 : 1 | Llaneros    | Municipal de Cota      | 24 de abril   | 14:30 | Sin transmisión |
| Quinta  | Tigres      | 1 : 3 | Millonarios | Metropolitano de Techo | 25 de abril   | 14:00 | Sin transmisión |
| Sexta   | Llaneros    | 1 : 0 | Fortaleza   | Manuel Calle Lombana   | 8 de mayo     | 15:00 | Sin transmisión |
| Sexta   | Millonarios | 2 : 0 | Tigres      | El Campín              | 8 de mayo     | 19:30 | Win Sports      |

### Grupo D
| Equipo            | PJ | PG | PE | PP | GF | GC | Dif. | Pts. |
| ----------------- | -- | -- | -- | -- | -- | -- | ---- | ---- |
| Bucaramanga       | 6  | 2  | 3  | 1  | 9  | 5  | 4    | 9    |
| Cúcuta Deportivo  | 6  | 1  | 5  | 0  | 9  | 8  | 1    | 8    |
| Alianza Petrolera | 6  | 2  | 2  | 2  | 7  | 6  | 1    | 8    |
| Valledupar F. C.  | 6  | 0  | 4  | 2  | 6  | 12 | -6   | 4    |

| Primera | Atlético Bucaramanga | 1 : 2 | Alianza Petrolera    | Alfonso López       | 13 de febrero | 19:30 | Sin transmisión |
| Primera | Valledupar F. C.     | 3 : 3 | Cúcuta Deportivo     | Armando Maestre     | 14 de febrero | 19:00 | Sin transmisión |
| Segunda | Valledupar F. C.     | 0 : 0 | Atlético Bucaramanga | Armando Maestre     | 13 de marzo   | 19:00 | Sin transmisión |
| Segunda | Cúcuta Deportivo     | 2 : 1 | Alianza Petrolera    | General Santander   | 14 de marzo   | 19:30 | Win Sports      |
| Tercera | Alianza Petrolera    | 1 : 1 | Cúcuta Deportivo     | Daniel Villa Zapata | 20 de marzo   | 19:00 | Sin transmisión |
| Tercera | Atlético Bucaramanga | 5 : 1 | Valledupar F. C.     | Alfonso López       | 20 de marzo   | 19:30 | Sin transmisión |
| Cuarta  | Cúcuta Deportivo     | 0 : 0 | Atlético Bucaramanga | General Santander   | 10 de abril   | 15:30 | Sin transmisión |
| Cuarta  | Alianza Petrolera    | 2 : 0 | Valledupar F. C.     | Daniel Villa Zapata | 10 de abril   | 16:00 | Sin transmisión |
| Quinta  | Valledupar F. C.     | 1 : 1 | Alianza Petrolera    | Armando Maestre     | 24 de abril   | 19:00 | Sin transmisión |
| Quinta  | Atlético Bucaramanga | 2 : 2 | Cúcuta Deportivo     | Alfonso López       | 25 de abril   | 19:30 | Win Sports      |
| Sexta   | Alianza Petrolera    | 0 : 1 | Atlético Bucaramanga | Daniel Villa Zapata | 8 de mayo     | 15:15 | Sin transmisión |
| Sexta   | Cúcuta Deportivo     | 1 : 1 | Valledupar F. C.     | General Santander   | 8 de mayo     | 15:15 | Sin transmisión |

### Grupo E
| Equipo             | PJ | PG | PE | PP | GF | GC | Dif. | Pts. |
| ------------------ | -- | -- | -- | -- | -- | -- | ---- | ---- |
| Real San Andrés    | 6  | 3  | 1  | 2  | 11 | 9  | 2    | 10   |
| Real Cartagena     | 6  | 2  | 3  | 1  | 8  | 4  | 4    | 9    |
| Unión Magdalena    | 6  | 2  | 3  | 1  | 9  | 8  | 1    | 9    |
| Barranquilla F. C. | 6  | 1  | 1  | 4  | 4  | 11 | -7   | 4    |

| Primera | Real Cartagena     | 4 : 0 | Barranquilla F. C. | Jaime Morón      | 13 de febrero | 15:30 | Sin transmisión |
| Primera | Real San Andrés    | 3 : 3 | Unión Magdalena    | Erwin O’Neil     | 3 de abril    | 15:30 | Sin transmisión |
| Segunda | Real San Andrés    | 1 : 0 | Real Cartagena     | Erwin O’Neil     | 13 de marzo   | 15:30 | Sin transmisión |
| Segunda | Unión Magdalena    | 1 : 0 | Barranquilla F. C. | Sierra Nevada    | 13 de marzo   | 15:30 | Sin transmisión |
| Tercera | Barranquilla F. C. | 0 : 1 | Unión Magdalena    | Romelio Martínez | 20 de marzo   | 15:00 | Sin transmisión |
| Tercera | Real Cartagena     | 1 : 0 | Real San Andrés    | Jaime Morón      | 20 de marzo   | 15:30 | Sin transmisión |
| Cuarta  | Barranquilla F. C. | 1 : 0 | Real San Andrés    | Romelio Martínez | 10 de abril   | 15:00 | Sin transmisión |
| Cuarta  | Unión Magdalena    | 1 : 1 | Real Cartagena     | Sierra Nevada    | 10 de abril   | 15:30 | Sin transmisión |
| Quinta  | Real Cartagena     | 0: 0  | Unión Magdalena    | Jaime Morón      | 24 de abril   | 15:30 | Sin transmisión |
| Quinta  | Real San Andrés    | 3 : 1 | Barranquilla F. C. | Erwin O’Neil     | 25 de abril   | 15:30 | Sin transmisión |
| Sexta   | Unión Magdalena    | 3 : 4 | Real San Andrés    | Sierra Nevada    | 8 de mayo     | 15:15 | Sin transmisión |
| Sexta   | Barranquilla F. C. | 2 : 2 | Real Cartagena     | Romelio Martínez | 8 de mayo     | 15:15 | Sin transmisión |

### Grupo F
| Equipo          | PJ | PG | PE | PP | GF | GC | Dif. | Pts. |
| --------------- | -- | -- | -- | -- | -- | -- | ---- | ---- |
| América de Cali | 6  | 5  | 1  | 0  | 8  | 2  | 6    | 16   |
| Deportivo Pasto | 6  | 4  | 1  | 1  | 9  | 6  | 3    | 13   |
| Universitario   | 6  | 0  | 2  | 4  | 6  | 10 | -4   | 2    |
| Atlético F. C.  | 6  | 0  | 2  | 4  | 4  | 9  | -5   | 2    |

| Primera | América de Cali | 1 : 0 | Universitario   | Pascual Guerrero     | 13 de febrero | 19:00 | Sin transmisión |
| Primera | Atlético        | 1 : 2 | Deportivo Pasto | Pascual Guerrero     | 14 de febrero | 15:30 | Sin transmisión |
| Segunda | Universitario   | 2 : 2 | Atlético        | Deportivo Cali       | 13 de marzo   | 14:00 | Sin transmisión |
| Segunda | Deportivo Pasto | 0 : 2 | América de Cali | Municipal de Ipiales | 13 de marzo   | 15:00 | Sin transmisión |
| Tercera | Universitario   | 2 : 3 | Deportivo Pasto | Deportivo Cali       | 20 de marzo   | 15:00 | Sin transmisión |
| Tercera | América de Cali | 1 : 0 | Atlético        | Pascual Guerrero     | 21 de marzo   | 19:30 | Win Sports      |
| Cuarta  | Deportivo Pasto | 1 : 0 | Universitario   | Municipal de Ipiales | 10 de abril   | 15:00 | Sin transmisión |
| Cuarta  | Atlético        | 0 : 1 | América de Cali | Pascual Guerrero     | 11 de abril   | 19:00 | Sin transmisión |
| Quinta  | América de Cali | 1 : 1 | Deportivo Pasto | Pascual Guerrero     | 24 de abril   | 19:00 | Sin transmisión |
| Quinta  | Atlético        | 1 : 1 | Universitario   | Pascual Guerrero     | 25 de abril   | 15:00 | Sin transmisión |
| Sexta   | Universitario   | 1 : 2 | América de Cali | Pascual Guerrero     | 8 de mayo     | 15:15 | Sin transmisión |
| Sexta   | Deportivo Pasto | 2 : 0 | Atlético        | Municipal de Ipiales | 8 de mayo     | 15:15 | Sin transmisión |

### Grupo G
| Equipo           | PJ | PG | PE | PP | GF | GC | Dif. | Pts. |
| ---------------- | -- | -- | -- | -- | -- | -- | ---- | ---- |
| Orsomarso        | 6  | 4  | 1  | 1  | 11 | 5  | 6    | 13   |
| Atlético Huila   | 6  | 3  | 2  | 1  | 7  | 6  | 1    | 11   |
| Cortuluá         | 6  | 1  | 2  | 3  | 5  | 7  | -2   | 5    |
| Deportes Quindío | 6  | 1  | 1  | 4  | 4  | 9  | -5   | 4    |

| Primera | Atlético Huila   | 1 : 0 | Cortuluá         | Guillermo Plazas Alcid | 13 de febrero | 18:00 | Sin transmisión |
| Primera | Deportes Quindío | 0 : 1 | Orsomarso        | Centenario             | 13 de febrero | 19:00 | Sin transmisión |
| Segunda | Orsomarso        | 3 : 0 | Atlético Huila   | Francisco Rivera       | 13 de marzo   | 15:00 | Sin transmisión |
| Segunda | Cortuluá         | 0 : 1 | Deportes Quindío | Doce de Octubre        | 13 de marzo   | 19:00 | Sin transmisión |
| Tercera | Deportes Quindío | 1 : 3 | Atlético Huila   | Centenario             | 21 de marzo   | 19:00 | Sin transmisión |
| Tercera | Orsomarso        | 3 : 1 | Cortuluá         | Francisco Rivera       | 21 de marzo   | 19:00 | Sin transmisión |
| Cuarta  | Cortuluá         | 2 : 0 | Orsomarso        | Doce de Octubre        | 10 de abril   | 19:30 | Sin transmisión |
| Cuarta  | Atlético Huila   | 1 : 0 | Deportes Quindío | Guillermo Plazas Alcid | 11 de abril   | 15:30 | Sin transmisión |
| Quinta  | Deportes Quindío | 1 : 1 | Cortuluá         | Centenario             | 25 de abril   | 15:00 | Sin transmisión |
| Quinta  | Atlético Huila   | 1 : 1 | Orsomarso        | Guillermo Plazas Alcid | 25 de abril   | 15:30 | Sin transmisión |
| Sexta   | Orsomarso        | 3 : 1 | Deportes Quindío | Francisco Rivera       | 8 de mayo     | 15:15 | Sin transmisión |
| Sexta   | Cortuluá         | 1 : 1 | Atlético Huila   | Doce de Octubre        | 8 de mayo     | 15:15 | Sin transmisión |

### Tabla de segundos lugares
El mejor equipo que ocupe el segundo lugar en cada uno de sus grupos avanzará a octavos de final.
| GR | Equipo           | PJ | PG | PE | PP | GF | GC | Dif. | Pts. |
| -- | ---------------- | -- | -- | -- | -- | -- | -- | ---- | ---- |
| F  | Deportivo Pasto  | 6  | 4  | 1  | 1  | 9  | 6  | 3    | 13   |
| G  | Atlético Huila   | 6  | 3  | 2  | 1  | 7  | 6  | 1    | 11   |
| E  | Real Cartagena   | 6  | 2  | 3  | 1  | 8  | 4  | 4    | 9    |
| B  | Patriotas        | 6  | 2  | 3  | 1  | 7  | 5  | 2    | 9    |
| D  | Cúcuta Deportivo | 6  | 1  | 5  | 0  | 9  | 8  | 1    | 8    |
| A  | Itagüí Leones    | 6  | 2  | 2  | 2  | 8  | 8  | 0    | 8    |
| C  | Tigres F. C.     | 5  | 2  | 2  | 1  | 5  | 5  | 0    | 8    |

## Sorteo de emparejamientos
Los emparejamientos de Octavos de final serán definidos en un sorteo una vez finalizada la primera fase del torneo. Los equipos ubicados del Bolillero 1  serán los que ganaron su grupo en la fase anterior. Los equipos del Bolillero 1 obtendrán un rival de los clubes integrantes del Bolillero 2 por sorteo, que corresponde a los Preclasificados a la fase de octavos de final.
| Clasificados Fase Grupos                                                                                              | A Sortear |
| --- | --- |
| Deportivo Pereira Santa Fe Millonarios Atlético Bucaramanga Real San Andrés América de Cali Deportivo Pasto Orsomarso | Atlético Nacional Deportes Tolima Deportivo Cali Independiente Medellín Junior La Equidad Once Caldas Rionegro Águilas |

## Fase final
|  | Octavos de final           | Octavos de final           | Octavos de final           |                   |   | Cuartos de final                | Cuartos de final                | Cuartos de final                |  |  | Semifinales                      | Semifinales                      | Semifinales                      |  |  | Final              | Final              | Final              |
|  | 24 de julio y 14 de agosto | 24 de julio y 14 de agosto | 24 de julio y 14 de agosto |                   |   | 28 de agosto y 11 de septiembre | 28 de agosto y 11 de septiembre | 28 de agosto y 11 de septiembre |  |  | 25 de septiembre y 16 de octubre | 25 de septiembre y 16 de octubre | 25 de septiembre y 16 de octubre |  |  | 2 y 6 de noviembre | 2 y 6 de noviembre | 2 y 6 de noviembre |
|  |                            |                            |                            |                   |   |                                 |                                 |                                 |  |  |                                  |                                  |                                  |  |  |                    |                    |                    |
|  |                            |                            |                            |                   |   |                                 |                                 |                                 |  |  |                                  |                                  |                                  |  |  |                    |                    |                    |
|  |                            |                            |                            |                   |   |                                 |                                 |                                 |  |  |                                  |                                  |                                  |  |  |                    |                    |                    |
|  | Deportivo Pereira          | 1                          | 1                          |                   |   |                                 |                                 |                                 |  |  |                                  |                                  |                                  |  |  |                    |                    |                    |
|  | Deportivo Pereira          | 1                          | 1                          |                   |   |                                 |                                 |                                 |  |  |                                  |                                  |                                  |  |  |                    |                    |                    |
|  | Águilas Doradas            | 1                          | 0                          |                   |   |                                 |                                 |                                 |  |  |                                  |                                  |                                  |  |  |                    |                    |                    |
|  | Águilas Doradas            | 1                          | 0                          | Deportivo Pereira | 0 | 2                               |                                 |                                 |  |  |                                  |                                  |                                  |  |  |                    |                    |                    |
|  |                            |                            |                            |                   | 0 | 2                               |                                 |                                 |  |  |                                  |                                  |                                  |  |  |                    |                    |                    |
|  |                            | Deportivo Pasto            | 4                          | 0                 |   |                                 |                                 |                                 |  |  |                                  |                                  |                                  |  |  |                    |                    |                    |
|  | Deportivo Pasto (p.)       | Deportivo Pasto            | 4                          | 0                 | 2 | 2 (4)                           |                                 |                                 |  |  |                                  |                                  |                                  |  |  |                    |                    |                    |
|  | Deportivo Pasto (p.)       |                            |                            |                   | 2 | 2 (4)                           |                                 |                                 |  |  |                                  |                                  |                                  |  |  |                    |                    |                    |
|  | La Equidad                 | 3                          | 1 (3)                      |                   |   |                                 |                                 |                                 |  |  |                                  |                                  |                                  |  |  |                    |                    |                    |
|  | La Equidad                 | 3                          | 1 (3)                      | Deportivo Pasto   | 1 | 2                               |                                 |                                 |  |  |                                  |                                  |                                  |  |  |                    |                    |                    |
|  |                            |                            |                            |                   | 1 | 2                               |                                 |                                 |  |  |                                  |                                  |                                  |  |  |                    |                    |                    |
|  |                            | Indep. Medellín            | 2                          | 3                 |   |                                 |                                 |                                 |  |  |                                  |                                  |                                  |  |  |                    |                    |                    |
|  | Millonarios                | Indep. Medellín            | 2                          | 3                 | 1 | 2                               |                                 |                                 |  |  |                                  |                                  |                                  |  |  |                    |                    |                    |
|  | Millonarios                |                            |                            |                   | 1 | 2                               |                                 |                                 |  |  |                                  |                                  |                                  |  |  |                    |                    |                    |
|  | Indep. Medellín            | 2                          | 2                          |                   |   |                                 |                                 |                                 |  |  |                                  |                                  |                                  |  |  |                    |                    |                    |
|  | Indep. Medellín            | 2                          | 2                          | Indep. Medellín   | 3 | 1                               |                                 |                                 |  |  |                                  |                                  |                                  |  |  |                    |                    |                    |
|  |                            |                            |                            |                   | 3 | 1                               |                                 |                                 |  |  |                                  |                                  |                                  |  |  |                    |                    |                    |
|  |                            | Once Caldas                | 2                          | 0                 |   |                                 |                                 |                                 |  |  |                                  |                                  |                                  |  |  |                    |                    |                    |
|  | América de Cali            | Once Caldas                | 2                          | 0                 | 1 | 0                               |                                 |                                 |  |  |                                  |                                  |                                  |  |  |                    |                    |                    |
|  | América de Cali            |                            |                            |                   | 1 | 0                               |                                 |                                 |  |  |                                  |                                  |                                  |  |  |                    |                    |                    |
|  | Once Caldas                | 2                          | 0                          |                   |   |                                 |                                 |                                 |  |  |                                  |                                  |                                  |  |  |                    |                    |                    |
|  | Once Caldas                | 2                          | 0                          | Indep. Medellín   | 2 | 2                               |                                 |                                 |  |  |                                  |                                  |                                  |  |  |                    |                    |                    |
|  |                            |                            |                            |                   | 2 | 2                               |                                 |                                 |  |  |                                  |                                  |                                  |  |  |                    |                    |                    |
|  |                            | Deportivo Cali             | 2                          | 1                 |   |                                 |                                 |                                 |  |  |                                  |                                  |                                  |  |  |                    |                    |                    |
|  | Santa Fe                   | Deportivo Cali             | 2                          | 1                 | 0 | 2                               |                                 |                                 |  |  |                                  |                                  |                                  |  |  |                    |                    |                    |
|  | Santa Fe                   |                            |                            |                   | 0 | 2                               |                                 |                                 |  |  |                                  |                                  |                                  |  |  |                    |                    |                    |
|  | Atlético Nacional          | 3                          | 0                          |                   |   |                                 |                                 |                                 |  |  |                                  |                                  |                                  |  |  |                    |                    |                    |
|  | Atlético Nacional          | 3                          | 0                          | Deportes Tolima   | 1 | 1                               |                                 |                                 |  |  |                                  |                                  |                                  |  |  |                    |                    |                    |
|  |                            |                            |                            |                   | 1 | 1                               |                                 |                                 |  |  |                                  |                                  |                                  |  |  |                    |                    |                    |
|  |                            | Atlético Nacional          | 0                          | 1                 |   |                                 |                                 |                                 |  |  |                                  |                                  |                                  |  |  |                    |                    |                    |
|  | Orsomarso                  | Atlético Nacional          | 0                          | 1                 | 0 | 0                               |                                 |                                 |  |  |                                  |                                  |                                  |  |  |                    |                    |                    |
|  | Orsomarso                  |                            |                            |                   | 0 | 0                               |                                 |                                 |  |  |                                  |                                  |                                  |  |  |                    |                    |                    |
|  | Deportes Tolima            | 3                          | 5                          |                   |   |                                 |                                 |                                 |  |  |                                  |                                  |                                  |  |  |                    |                    |                    |
|  | Deportes Tolima            | 3                          | 5                          | Deportes Tolima   | 1 | 1                               |                                 |                                 |  |  |                                  |                                  |                                  |  |  |                    |                    |                    |
|  |                            |                            |                            |                   | 1 | 1                               |                                 |                                 |  |  |                                  |                                  |                                  |  |  |                    |                    |                    |
|  |                            | Deportivo Cali             | 2                          | 1                 |   |                                 |                                 |                                 |  |  |                                  |                                  |                                  |  |  |                    |                    |                    |
|  | Atl. Bucaramanga           | Deportivo Cali             | 2                          | 1                 | 0 | 1                               |                                 |                                 |  |  |                                  |                                  |                                  |  |  |                    |                    |                    |
|  | Atl. Bucaramanga           |                            |                            |                   | 0 | 1                               |                                 |                                 |  |  |                                  |                                  |                                  |  |  |                    |                    |                    |
|  | Junior                     | 2                          | 2                          |                   |   |                                 |                                 |                                 |  |  |                                  |                                  |                                  |  |  |                    |                    |                    |
|  | Junior                     | 2                          | 2                          | Junior            | 1 | 2 (3)                           |                                 |                                 |  |  |                                  |                                  |                                  |  |  |                    |                    |                    |
|  |                            |                            |                            |                   | 1 | 2 (3)                           |                                 |                                 |  |  |                                  |                                  |                                  |  |  |                    |                    |                    |
|  |                            | Deportivo Cali (p.)        | 2                          | 1 (4)             |   |                                 |                                 |                                 |  |  |                                  |                                  |                                  |  |  |                    |                    |                    |
|  | Real San Andrés            | Deportivo Cali (p.)        | 2                          | 1 (4)             | 0 | 0                               |                                 |                                 |  |  |                                  |                                  |                                  |  |  |                    |                    |                    |
|  | Real San Andrés            |                            |                            |                   | 0 | 0                               |                                 |                                 |  |  |                                  |                                  |                                  |  |  |                    |                    |                    |
|  | Deportivo Cali             | 1                          | 1                          |                   |   |                                 |                                 |                                 |  |  |                                  |                                  |                                  |  |  |                    |                    |                    |

- Nota: En cada llave, el equipo que ocupa la primera línea es el que define la serie como local.

### Octavos de final
- La hora de cada encuentro corresponde al huso horario que rige a Colombia (UTC-5).

| 31 de julio de 2019, 16:00 | Rionegro Águilas | 1:1 (0:1) | Deportivo Pereira | Estadio Alberto Grisales, Rionegro |                             |
|                            | Rentería 75'     |           | Acevedo 34'       | Árbitro(s): Ferney Trujillo        | Árbitro(s): Ferney Trujillo |

| 14 de agosto de 2019, 16:00 | Deportivo Pereira | 1:0 (1:0) | Rionegro Águilas | Estadio Hernán Ramírez, Pereira |                           |
|                             | Manzano 3'        |           |                  | Árbitro(s): Luis Trujillo       | Árbitro(s): Luis Trujillo |

| 31 de julio de 2019, 19:30 | La Equidad                              | 3:2 (2:2) | Deportivo Pasto         | Estadio Metropolitano, Bogotá |                           |
|                            | Mahecha 30' · Camacho 45' · Murillo 74' |           | Vanegas 14' · Amaya 35' | Árbitro(s): Jorge Tabares     | Árbitro(s): Jorge Tabares |

| 14 de agosto de 2019, 15:00 | Deportivo Pasto                           | 2:1 (0:1) (5:4 p.)         | La Equidad                                   | Estadio Municipal de Ipiales, Ipiales |                            |
|                             | Hidalgo 19' · Ivey 40' ·                  |                            | Vargas 47'                                   | Árbitro(s): Ricardo García            | Árbitro(s): Ricardo García |
|                             |                                           | Tiros desde el punto penal |                                              |                                       |                            |
|                             | Henao · Perea · Estupiñán · Boló · Florez |                            | Camacho · Lima · Torralvo · Motta · Sabbag · |                                       |                            |

| 7 de agosto de 2019, 19:30 | Independiente Medellín | 2:1 (1:0) | Millonarios | Estadio Atanasio Girardot, Medellín |                           |
|                            | Cadavid 26' · Cano 86' |           | Arango 82'  | Árbitro(s): Carlos Ortega           | Árbitro(s): Carlos Ortega |

| 14 de agosto de 2019, 20:00 | Millonarios   | 2:2 (0:1) | Independiente Medellín | Estadio El Campín, Bogotá |                           |
|                             | Ortiz 29' 32' |           | Cano 16' 75'           | Árbitro(s): Edilson Ariza | Árbitro(s): Edilson Ariza |

| 31 de julio de 2019, 19:30 | Once Caldas              | 2:1 (1:1) | América de Cali | Estadio Palogrande, Manizales |                             |
|                            | Londoño 18' · García 88' |           | Vergara 19'     | Árbitro(s): Never Manjarrés   | Árbitro(s): Never Manjarrés |

| 14 de agosto de 2019, 18:00 | América de Cali | 0:0 | Once Caldas | Estadio Pascual Guerrero, Cali |  |
|                             |                 |     |             | Árbitro(s): Leonard Mosquera   |  |

| 24 de julio de 2019, 19:30 | Atlético Nacional                          | 3:0 (2:0) | Santa Fe | Estadio Atanasio Girardot, Medellín |                             |
|                            | Barcos 11' (pen.) 28' · Barrera 73' (pen.) |           |          | Árbitro(s): John Hinestroza         | Árbitro(s): John Hinestroza |

| 15 de agosto de 2019, 20:00 | Santa Fe                    | 2:0 (0:0) | Atlético Nacional | Estadio El Campín, Bogotá    |                              |
|                             | Velásquez 69' · Murillo 90' |           |                   | Árbitro(s): Bismark Santiago | Árbitro(s): Bismark Santiago |

| 7 de agosto de 2019, 15:45 | Deportes Tolima                                          | 3:0 (1:0) | Orsomarso | Estadio Manuel Murillo Toro, Ibagué |                         |
|                            | José Moya 27' · David Centeno 63' · Junior Hernández 90' |           |           | Árbitro(s): Óscar Gómez             | Árbitro(s): Óscar Gómez |

| 14 de agosto de 2019, 15:30 | Orsomarso | 0:5 (0:1) | Deportes Tolima                                                                     | Estadio Francisco Rivera, Palmira |                             |
|                             |           |           | Ánderson Plata 20' 63' · Álex Castro 61' · Junior Hernández 66' · David Centeno 89' | Árbitro(s): Gabriel Matorel       | Árbitro(s): Gabriel Matorel |

| 8 de agosto de 2019, 19:30 | Junior                               | 2:0 (2:0) | Atlético Bucaramanga | Estadio Metropolitano, Barranquilla |                           |
|                            | Edwuin Cetré 16' · David Murillo 23' |           |                      | Árbitro(s): Luis Trujillo           | Árbitro(s): Luis Trujillo |

| 15 de agosto de 2019, 18:00 | Atlético Bucaramanga | 1:2 (1:1) | Junior                                   | Estadio Alfonso López, Bucaramanga |                           |
|                             | Jean Paul Pineda 42' |           | Teófilo Gutiérrez 44' · Edwuin Cetré 55' | Árbitro(s): Jorge Tabares          | Árbitro(s): Jorge Tabares |

| 31 de julio de 2019, 19:30 | Deportivo Cali    | 1:0 (1:0) | Real San Andrés | Estadio Deportivo Cali, Palmira |                          |
|                            | Feiver Mercado 2' |           |                 | Árbitro(s): Ramiro Pabón        | Árbitro(s): Ramiro Pabón |

| 14 de agosto de 2019, 15:30 | Real San Andrés | 0:1 (0:0) | Deportivo Cali       | Estadio Erwin O'Neil, Isla de San Andrés |                            |
|                             |                 |           | Christian Rivera 77' | Árbitro(s): Fernando Acuña               | Árbitro(s): Fernando Acuña |

### Cuartos de final
- La hora de cada encuentro corresponde al huso horario que rige a Colombia (UTC-5).

| 29 de agosto de 2019, 16:00 | Deportivo Pasto                              | 4:0 (2:0) | Deportivo Pereira | Estadio Municipal de Ipiales, Ipiales (Nariño) |                             |
|                             | Estupiñán 2', 26' · Rendón 50' · Mendoza 65' |           |                   | Árbitro(s): Ferney Trujillo                    | Árbitro(s): Ferney Trujillo |

| 12 de septiembre de 2019, 16:00 | Deportivo Pereira                | 2:0 (1:0) | Deportivo Pasto | Estadio Hernán Ramírez, Pereira (Risaralda) |                           |
|                                 | M. Cano 10' · Rafael Navarro 75' |           |                 | Árbitro(s): Luis Trujillo                   | Árbitro(s): Luis Trujillo |

| 28 de agosto de 2019, 19:30 | Once Caldas   | 2:3 (1:1) | Independiente Medellín               | Estadio Palogrande, Manizales |                            |
|                             | Lemos 43' 49' |           | Y. Díaz 27' · Arregui 72' · Cano 90' | Árbitro(s): Ricardo García    | Árbitro(s): Ricardo García |

| 11 de septiembre de 2019, 15:00 | Independiente Medellín | 1:0 (0:0) | Once Caldas | Estadio Atanasio Girardot, Medellín |                           |
|                                 | Marulanda 90+5'        |           |             | Árbitro(s): Jorge Tabares           | Árbitro(s): Jorge Tabares |

| 29 de agosto de 2019, 16:00 | Atlético Nacional | 0:1 (0:0) | Deportes Tolima | Estadio Atanasio Girardot, Medellín |  |
|                             |                   |           | Ramos 57'       |                                     |  |

| 11 de septiembre de 2019, 16:00 | Deportes Tolima | 1:1 (0:1) | Atlético Nacional | Estadio Manuel Murillo Toro, Ibagué |  |
|                                 | Banguero 74'    |           | Barrera 40'       |                                     |  |

| 29 de agosto de 2019, 20:00 | Deportivo Cali            | 2:1 (0:1) | Junior  | Estadio Deportivo Cali, Palmira |                           |
|                             | Rosero 83' · Arroyo 90+3' |           | Pico 5' | Árbitro(s): Edilson Ariza       | Árbitro(s): Edilson Ariza |

| 12 de septiembre de 2019, 20:15 | Junior                                                | 2:1 (1:1) (3:4 p.)         | Deportivo Cali                               | Estadio Metropolitano, Barranquilla |                           |
|                                 | Acuña 15' · Fernández 90+3'                           |                            | Rivera 37'                                   | Árbitro(s): Edilson Ariza           | Árbitro(s): Edilson Ariza |
|                                 |                                                       | Tiros desde el punto penal |                                              |                                     |                           |
|                                 | Narváez · Piedrahíta · Haydar · Sandoval · Hinestroza |                            | Rivera · Dinenno · Arroyo · Angulo · Mercado |                                     |                           |

### Semifinal
- La hora de cada encuentro corresponde al huso horario que rige a Colombia (UTC-5).

| 25 de septiembre de 2019, 15:15 | Deportivo Pasto | 1:2 (0:1) | Independiente Medellín | Estadio Municipal de Ipiales, Ipiales (Nariño) |  |

| 16 de octubre de 2019, | Independiente Medellín | 3:2 (3:1) | Deportivo Pasto | Estadio Atanasio Girardot, Medellín |  |

| 25 de septiembre de 2019, 19:45 | Deportivo Cali           | 2:1 (0:1) | Deportes Tolima | Estadio Deportivo Cali, Palmira (Valle del Cauca) |                              |
|                                 | Rentería 76' · Tapia 90' |           | Vásquez 13'     | Árbitro(s): Alexander Ospina                      | Árbitro(s): Alexander Ospina |

| 10 de octubre de 2019, 15:00 | Deportes Tolima     | 1:1 (0:1) | Deportivo Cali | Estadio Manuel Murillo Toro, Ibagué |                          |
|                              | Rentería 84' (a.g.) |           | Rivera 34'     | Árbitro(s): Andrés Rojas            | Árbitro(s): Andrés Rojas |

### Final
- La hora de cada encuentro corresponde al huso horario que rige a Colombia (UTC-5).

| 2 de noviembre de 2019 18:00 | Deportivo Cali            | 2:2 (1:2) | Independiente Medellín         | Estadio Deportivo Cali, Palmira                               |                                                               |
|                              | Dinenno 34' · Mercado 52' |           | Moreno 10' · Cano 45+3' (pen.) | Asistencia: 29 316 espectadores Árbitro(s): Nicolás Rodríguez | Asistencia: 29 316 espectadores Árbitro(s): Nicolás Rodríguez |

| 6 de noviembre de 2019 19:30 | Independiente Medellín | 2:1 (2:0) | Deportivo Cali | Estadio Atanasio Girardot, Medellín                       |                                                           |
|                              | Arregui 20' · Cano 36' |           | Rosero 90+3'   | Asistencia: 39 000 espectadores Árbitro(s): Mario Herrera | Asistencia: 39 000 espectadores Árbitro(s): Mario Herrera |

|                                           |
| Bandera de Colombia                       |
| Campeón Independiente Medellín 2.º título |

## Estadísticas

### Tabla general
| Pos. | Equipos                   | PJ | PG | PE | PP | GF | GC | Dif. | Pts. | Rend.  |
| ---- | ------------------------- | -- | -- | -- | -- | -- | -- | ---- | ---- | ------ |
| 1.   | Independiente Medellín(n) | 8  | 6  | 2  | 0  | 17 | 11 | 7    | 20   | 83.3 % |
| 2.   | Deportivo Cali(n)         | 8  | 4  | 2  | 2  | 11 | 9  | 2    | 14   | 58.3 % |
| 3.   | Deportivo Pasto           | 12 | 6  | 1  | 5  | 20 | 17 | 3    | 19   | 52.8 % |
| 4.   | Deportes Tolima(n)        | 6  | 3  | 2  | 1  | 12 | 4  | 8    | 11   | 61.1 % |
| 5.   | Deportivo Pereira         | 10 | 6  | 3  | 1  | 20 | 12 | 8    | 21   | 70 %   |
| 6.   | Junior(n)                 | 4  | 3  | 0  | 1  | 7  | 4  | 3    | 9    | 75 %   |
| 7.   | Atlético Nacional(n)      | 4  | 1  | 1  | 2  | 4  | 4  | 0    | 4    | 33.3 % |
| 8.   | Once Caldas(n)            | 4  | 1  | 1  | 2  | 4  | 5  | -1   | 4    | 33.3 % |
| 9.   | Millonarios               | 8  | 5  | 2  | 1  | 13 | 7  | 6    | 17   | 70.8 % |
| 10.  | América de Cali           | 8  | 5  | 2  | 1  | 9  | 4  | 5    | 17   | 70.8 % |
| 11.  | Santa Fe                  | 8  | 3  | 4  | 1  | 12 | 10 | 2    | 13   | 54.2 % |
| 12.  | Orsomarso                 | 8  | 4  | 1  | 3  | 11 | 13 | -2   | 13   | 54.2 % |
| 13.  | Real San Andrés           | 8  | 3  | 1  | 4  | 11 | 11 | 0    | 10   | 41.7 % |
| 14.  | Atlético Bucaramanga      | 8  | 2  | 3  | 3  | 10 | 9  | 1    | 9    | 37.5 % |
| 15.  | La Equidad(n)             | 2  | 1  | 0  | 1  | 4  | 4  | 0    | 3    | 50 %   |
| 16.  | Rionegro Águilas(n)       | 2  | 0  | 1  | 1  | 1  | 2  | -1   | 1    | 16.7 % |
| 17.  | Atlético Huila            | 6  | 3  | 2  | 1  | 7  | 6  | 1    | 11   | 61,1 % |
| 18.  | Real Cartagena            | 6  | 2  | 3  | 1  | 8  | 4  | 4    | 9    | 50 %   |
| 19.  | Patriotas                 | 6  | 2  | 3  | 1  | 7  | 5  | 2    | 9    | 50 %   |
| 20.  | Unión Magdalena           | 6  | 2  | 3  | 1  | 9  | 8  | 1    | 9    | 50 %   |
| 21.  | Cúcuta Deportivo          | 6  | 1  | 5  | 0  | 9  | 8  | 1    | 8    | 44,4 % |
| 22.  | Alianza Petrolera         | 6  | 2  | 2  | 2  | 7  | 6  | 1    | 8    | 44,4 % |
| 23.  | Itagüí Leones             | 6  | 2  | 2  | 2  | 8  | 8  | 0    | 8    | 44,4 % |
| 24.  | Tigres F. C.              | 6  | 2  | 2  | 2  | 5  | 7  | -2   | 8    | 44,4 % |
| 25.  | Boyacá Chicó              | 6  | 1  | 4  | 1  | 6  | 6  | 0    | 7    | 38,8 % |
| 26.  | Llaneros                  | 6  | 1  | 3  | 2  | 4  | 5  | -1   | 6    | 33,3 % |
| 27.  | Cortuluá                  | 6  | 1  | 2  | 3  | 5  | 7  | -2   | 5    | 27,7 % |
| 28.  | Envigado F. C.            | 6  | 0  | 5  | 1  | 5  | 7  | -2   | 5    | 27,7 % |
| 29.  | Deportes Quindío          | 6  | 1  | 1  | 4  | 4  | 9  | -5   | 4    | 22,2 % |
| 30.  | Bogotá F. C.              | 6  | 1  | 1  | 4  | 4  | 9  | -5   | 4    | 22,2 % |
| 31.  | Valledupar F. C.          | 6  | 0  | 4  | 2  | 6  | 12 | -6   | 4    | 22,2 % |
| 32.  | Barranquilla F. C.        | 6  | 1  | 1  | 4  | 4  | 11 | -7   | 4    | 22,2 % |
| 33.  | Jaguares                  | 6  | 0  | 3  | 3  | 7  | 14 | -7   | 3    | 16,6 % |
| 34.  | Universitario             | 6  | 0  | 2  | 4  | 6  | 10 | -4   | 2    | 11,1 % |
| 35.  | Fortaleza CEIF            | 6  | 0  | 2  | 4  | 3  | 7  | -4   | 2    | 11,1 % |
| 36.  | Atlético F. C.            | 6  | 0  | 2  | 4  | 4  | 9  | -5   | 2    | 11,1 % |

Nota: Atlético Nacional, Independiente Medellín, Cali, Rionegro Águilas, La Equidad, Once Caldas, Junior y Tolima están clasificados directamente a octavos de final, por lo que jugaron menos partidos que el resto de equipos.
|  |                                                 |
|  | Campeón. (Clasificado a Copa Libertadores 2020) |
|  | Finalista.                                      |
|  | Clasificados a semifinales.                     |
|  | Clasificados a cuartos de final.                |
|  | Clasificados a octavos de final.                |
|  | Eliminados en fase de grupos.                   |

### Goleadores
| Jugador             | Equipo                 | Goles |
| ------------------- | ---------------------- | ----- |
| Germán Cano         | Independiente Medellín | 6     |
| Rafael Navarro      | Deportivo Pereira      | 5     |
| Jader Valencia      | Millonarios            | 4     |
| Mateo Cano Mejia    | Deportivo Pereira      | 4     |
| Gustavo Britos      | Deportivo Pasto        | 3     |
| Harrison Canchimbo  | Cúcuta Deportivo       | 3     |
| Henry Castillo      | Real Cartagena         | 3     |
| Victor Hugo Montaño | Orsomarso              | 3     |
| Andrés Córdoba      | Real San Andrés        | 3     |
| Freyn Figueroa      | Atlético Huila         | 3     |
| Jorge Jaime         | Deportivo Pereira      | 3     |
| Carlos Ramírez      | Valledupar F. C.       | 3     |
| David Livingstone   | Real San Andrés        | 3     |
| Hernán Barcos       | Atlético Nacional      | 2     |

Fuente.

### Tripletes o más
| 8 de mayo | Andrés Córdoba | 3 | Unión Magdalena | 3:4 | Real San Andrés |